# 易卜拉希米·法尔博德·卡马沙利
易卜拉希米·法尔博德·卡马沙利（波斯語：‎，1982年4月1日—）是一名伊朗举重运动员，身高1.75米。2010年，在广州亚运会中以393千克夺得男子94公斤级举重亚军。